# Neuve-Chapelle
Neuve-Chapelle (Nederlands: Nieuwkappel of Nieuwkapelle) is een gemeente in het Franse departement Pas-de-Calais (regio Hauts-de-France). De plaats maakt deel uit van het arrondissement Béthune. Neuve-Chapelle telde op 1 januari 2022 1.404 inwoners.

## Geografie
De oppervlakte van Neuve-Chapelle bedroeg op 1 januari 2022 1,86 vierkante kilometer; de bevolkingsdichtheid was toen 754,8 inwoners per km².

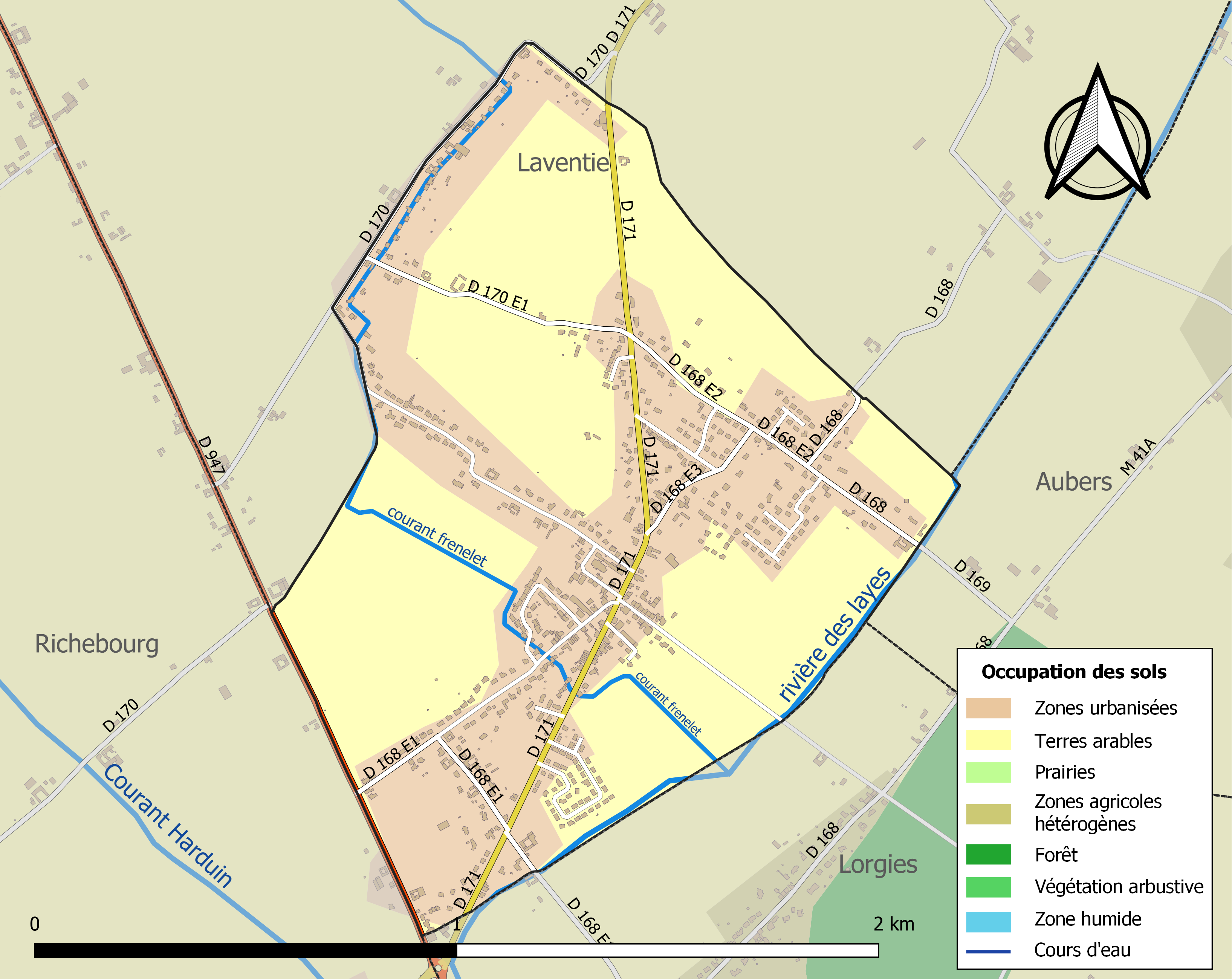
Kaart van de gemeente met belangrijkste infrastructuur, bodemgebruik en omliggende gemeenten

## Geschiedenis
Tijdens de Eerste Wereldoorlog vond er de slag bij Neuve-Chapelle plaats.

## Demografie
Onderstaande figuur toont het verloop van het inwonertal (bron: INSEE-tellingen).